# 理想溶液
理想溶液（りそうようえき、英語: ideal solution）とは、混合熱が厳密にゼロで、任意の成分の蒸気圧がラウールの法則にほぼ完全に従う溶液のことである。完全溶液 (perfect solution) ともいう。2種類以上の液体を混合して溶液をつくるとき、混合物が完全溶液となるなら、混合時に発熱も吸熱もない。また、完全溶液中の任意の成分の蒸気圧は、その成分が単独で存在するときの蒸気圧に溶液のモル分率を掛けたものに等しい。
溶質の量に比べて溶媒の量がはるかに多い場合、ほとんどの溶液は溶媒についてラウールの法則がおおよそ成立する。このような溶液の理論モデルとして、溶媒の化学ポテンシャルが完全溶液の場合と同じ式で表される溶液を考える。これを理想希薄溶液 (ideal dilute solution) という。理想希薄溶液では溶媒についてラウールの法則が成り立ち、溶質についてヘンリーの法則が成り立つ。理想希薄溶液では、溶媒に溶質を溶かすときの混合熱はゼロでなくてもよい。つまり、溶質 1 モル当たりの溶解熱がゼロでなくても、溶媒についてラウールの法則が成り立つなら理想希薄溶液とみなせる。
ラウールの法則に従わない溶液を実在溶液という。実在溶液では成分の活量について考える必要がある。完全溶液や理想希薄溶液は、すべての成分の活量係数を 1 とする溶液モデルである。実在溶液が希薄溶液であるとき、すなわち溶質のモル分率の総和が 1 より十分に小さいときには、溶媒も含めてすべての成分の活量係数を 1 とみなせることが多い。そのため、十分に希薄な実在溶液は理想希薄溶液とみなせることが多い。このことは、十分に希薄な実在気体が理想気体とみなせることに似ている。
この項目では、完全溶液および理想希薄溶液について述べる。また、これらと深いかかわりを持つ、理想混合気体についても述べる。

## 理想溶液と完全溶液と理想希薄溶液
理想溶液という術語は、若干あいまいな使われ方をしている。完全溶液を指して理想溶液と呼ぶこともあれば、完全溶液と理想希薄溶液をあわせて理想溶液と呼ぶこともある。あいまいさを避けるため、以下この項目では理想溶液という術語を使わない。この項目では、全組成領域で溶液に含まれるすべての成分がラウールの法則に従う溶液を完全溶液と呼ぶ。また、溶媒のモル分率が十分 1 に近く、溶媒だけがラウールの法則に従う溶液を理想希薄溶液と呼ぶ。

## 完全溶液

### 定義
溶液に含まれる成分 i が温度 T、圧力 P のもとで単独で純粋な液体状態にあるときの、成分 i の化学ポテンシャル を μi*(T, P) とする（この項目では純物質の状態量をアスタリスク付きの記号で表す）。温度 T、圧力 P、組成 X の溶液において、どの成分 i の化学ポテンシャルも
{\displaystyle \mu _{i}(T,P,{\boldsymbol {X}})=\mu _{i}^{*}(T,P)+RT\ln X_{i}}
と表されるとき、この溶液を完全溶液という。ここで Xi は、成分 i のモル分率であり、X = (X1, X2, ... ) は溶液のすべての成分のモル分率をまとめて表した記号である。R は気体定数である。

### 熱力学的な状態量
温度 T、圧力 P、物質量 N = (N1, N2, ... ) の完全溶液の熱力学的な状態量は、成分 i の化学ポテンシャル μi(T, P, X) から導くことができる。
ギブズエネルギー G(T, P, N) は、G = ΣμiNi より
{\displaystyle G(T,P,{\boldsymbol {N}})=\sum G_{i}^{*}(T,P,N_{i})+RT\sum N_{i}\ln X_{i}}
となる。すなわち、純物質を定温定圧下で混合して完全溶液を調製したときのギブズエネルギー変化は
{\displaystyle \Delta _{\text{mix}}G=RT\sum N_{i}\ln X_{i}}
で与えられる。完全溶液の ΔmixG は成分の化学的性質には依らない。組成と温度が同じであれば、モル当たりの ΔmixG はすべての完全溶液に共通の値になる。
エントロピー S(T, P, N) は、S = −(∂G/∂T)P,N より
{\displaystyle S(T,P,{\boldsymbol {N}})=\sum S_{i}^{*}(T,P,N_{i})-R\sum N_{i}\ln X_{i}}
となる。すなわち、完全溶液の混合エントロピー (entropy of mixing) は
{\displaystyle \Delta _{\text{mix}}S=-R\sum N_{i}\ln X_{i}}
で与えられる。完全溶液の ΔmixS も成分の化学的性質に依らない。組成が同じであれば、モル当たりの ΔmixS はすべての完全溶液に共通の値になる。
完全溶液の体積 V(T, P, N) は、V = (∂G/∂P)T,N より
{\displaystyle V(T,P,{\boldsymbol {N}})=\sum V_{i}^{*}(T,P,N_{i})}
となる。すなわち、完全溶液の体積は混合前の液体の体積の総和に等しい。実在溶液では混合前後で体積が変化することがある。たとえば、純水 50 mL と純エタノール 50 mL を混ぜると、できた溶液の量は 100 mL より少なくなる。 
エンタルピー H(T, P, N) は、G = H − TS より
{\displaystyle H(T,P,{\boldsymbol {N}})=\sum H_{i}^{*}(T,P,N_{i})}
となる。すなわち、完全溶液の混合エンタルピー (enthalpy of mixing) は厳密にゼロである。2種類以上の液体を混合して溶液をつくるとき、混合物が完全溶液となるなら、混合時に発熱も吸熱もない。実在溶液では混合エンタルピーがゼロとは限らないので、混合時に発熱することもあれば吸熱することもある。
ヘルムホルツエネルギー F(T, P, N) と内部エネルギー U(T, P, N) は、G = F + PV と H = U + PV より、それぞれ
{\displaystyle F(T,P,{\boldsymbol {N}})=\sum F_{i}^{*}(T,P,N_{i})+RT\sum N_{i}\ln X_{i}}
{\displaystyle U(T,P,{\boldsymbol {N}})=\sum U_{i}^{*}(T,P,N_{i})}
となる。

## 理想混合気体

### 素朴な定義
温度 T と圧力 P が等しい2種類以上の理想気体を混合したとき、この混合気体の各成分 i の化学ポテンシャルが
{\displaystyle \mu _{i}(T,P,{\boldsymbol {X}})=\mu _{i}^{*}(T,P)+RT\ln X_{i}}
と表されるなら、この混合気体を理想混合気体または理想気体混合物 (ideal gas mixture) という。混合時に化学反応が起こらなければ、理想気体の混合物は理想混合気体となる。

### 熱力学的な性質
理想混合気体の定義式は完全溶液の定義式とまったく同じなので、先の節で述べた完全溶液の熱力学的性質は理想混合気体についてもすべて成り立つ。例えば、同温同圧の理想気体を混合しても、混合エンタルピーがゼロなので熱の発生や吸収は起こらない。また、このときの混合エントロピーは
{\displaystyle \Delta _{\text{mix}}S=-R\sum N_{i}\ln X_{i}}
で与えられ、温度にも圧力にも気体の種類にも依らない。下で述べるように Xi = Vi*/V なので、理想混合気体 1 モル当たりの ΔmixS は混合前の体積比だけで決まる。
理想気体の状態方程式 Vi* = NiRT/P を使うと、理想混合気体の状態方程式は
{\displaystyle V(T,P,{\boldsymbol {N}})=\sum V_{i}^{*}(T,P,N_{i})=\left(\sum N_{i}\right)RT/P}
となる。ここで混合気体の物質量 N を N = ΣNi で定義すると、理想混合気体の状態方程式は理想気体の状態方程式 V = NRT/P と同じ形になる。すなわち、理想混合気体は理想気体である。そのため2成分の理想混合気体を2成分理想気体ということがある。また、理想気体のモル体積 v*gas は気体の種類によらないので、理想混合気体の成分 i のモル分率 Xi は、混合前の体積 Vi* を混合気体の体積 V で割ったものに等しい。
{\displaystyle X_{i}={\frac {V_{i}^{*}(T,P,N_{i})}{V(T,P,{\boldsymbol {N}})}}}
例えば、同温同圧で容積比が 78 : 21 : 1 の窒素ガス・酸素ガス・アルゴンガスを混合すると乾燥空気とほぼ同じ組成を持つ混合気体が得られる。圧力が十分に低くて各成分気体が理想気体とみなせるならば、乾燥空気もまた理想気体とみなせる。
理想気体の状態方程式を使うと、理想気体の化学ポテンシャルの圧力依存性は (∂μi*/∂P)T = v*gas = RT/P 
となるから、理想混合気体の成分 i の化学ポテンシャルは、ある圧力 P0 における μi*(T, P0) と
{\displaystyle \mu _{i}(T,P,{\boldsymbol {X}})=\mu _{i}^{*}(T,P_{0})+RT\ln {\frac {PX_{i}}{P_{0}}}}
の関係にある。

### 液化する成分がある場合
上述の素朴な定義は、単離すると同温同圧では液化してしまう成分が混合気体に含まれているときには、使えない。例えば、水蒸気を含む空気は、露点温度より高い温度であれば乾燥空気と同程度に理想気体とみなせる。しかし、常温常圧の空気から水蒸気を単離してもとの温度・圧力に戻すと、水蒸気は凝縮して液体の水になってしまう。よって、上述の素朴な定義では、水蒸気を含む空気は理想混合気体とはみなせないことになる。このような場合、すなわち単離すると同温同圧では液化してしまう成分が混合気体に含まれている場合は、圧力 P で状態を指定するのではなく、体積 V で状態を指定するとよい。先の例で言えば、単離した水蒸気の体積をもとの空気が占めていたのと同じ体積にすると、水蒸気は凝縮することなく理想気体として振舞う。
熱力学ポテンシャルのうちで、温度 T と体積 V を自然な変数とするのは、ヘルムホルツエネルギー F(T, V, N) である。そこで、素朴な定義を含むように、ヘルムホルツエネルギーを用いて理想混合気体を次式で定義する。
{\displaystyle F(T,V,{\boldsymbol {N}})=\sum F_{i}^{*}(T,V,N_{i})}
すなわち、理想混合気体のヘルムホルツエネルギーは、単離された各成分が混合気体と同じ体積を単独で占めたときのヘルムホルツエネルギー Fi*(T, V, Ni) の和に等しい。
化学ポテンシャル μi(T, V, X) は、μi = (∂F/∂Ni)T,V  より
{\displaystyle \mu _{i}(T,V,{\boldsymbol {X}})=\mu _{i}^{*}(T,V)}
となる。すなわち、各成分の化学ポテンシャルは混合の前後で変化しない。この式は一見すると素朴な定義での化学ポテンシャルの表式
{\displaystyle \mu _{i}(T,P,{\boldsymbol {X}})=\mu _{i}^{*}(T,P_{0})+RT\ln {\frac {PX_{i}}{P_{0}}}}
と異なっているが、圧力 P0 を混合気体と同じ体積を単独で占めたときの圧力 NiRT/V とすれば右辺第2項がゼロになるので
{\displaystyle \mu _{i}(T,P,{\boldsymbol {X}})=\mu _{i}^{*}(T,P_{0})=\mu _{i}^{*}(T,V)=\mu _{i}(T,V,{\boldsymbol {X}})}
となり、化学ポテンシャルの値は一致する。このことから、液化する成分がないときには、ヘルムホルツエネルギーを用いた定義は化学ポテンシャルを用いた素朴な定義と等価であることが分かる。
エントロピー S(T, V, N) は、S = −(∂F/∂T)V,N より
{\displaystyle S(T,V,{\boldsymbol {N}})=\sum S_{i}^{*}(T,V,N_{i})}
となる。すなわち、理想混合気体のエントロピーは同じ体積を各成分が単独で占めたときのエントロピーの和に等しい。このことは、原理的には、理想混合気体を断熱可逆過程により各成分に分離することが可能であることを意味している。理論的には、ただひとつの成分だけを選択的に透過させる半透膜があればこの過程は実現可能である。ただし現実的には、そのような半透膜を任意の成分に対して用意するのは極めて困難である。
理想混合気体の圧力 P(T, V, N) は、P = −(∂F/∂V)T,N より
{\displaystyle P(T,V,{\boldsymbol {N}})=\sum P_{i}^{*}(T,V,N_{i})}
となる。すなわち、理想混合気体の圧力（全圧）は同じ体積を各成分が単独で占めたときの圧力（分圧）の和に等しい。これをドルトンの法則という。 
内部エネルギーとギブズエネルギーとエンタルピーは、それぞれ U = F + TS と G = F + PV と H = U + PV より、いずれも同じ体積を各成分が単独で占めたときの状態量の総和となる。
{\displaystyle U(T,V,{\boldsymbol {N}})=\sum U_{i}^{*}(T,V,N_{i})}
{\displaystyle G(T,V,{\boldsymbol {N}})=\sum G_{i}^{*}(T,V,N_{i})}
{\displaystyle H(T,V,{\boldsymbol {N}})=\sum H_{i}^{*}(T,V,N_{i})}

## ラウールの法則
ラウールの法則とは、「溶液の成分 i の蒸気圧 Pi, vap は、その成分が単独で存在するときの蒸気圧 P*i, vap に溶液のモル分率 Xi を掛けたものに等しい」という法則である。この節では、完全溶液がラウールの法則にほぼ完全に従うことを示す。
1成分系の気液平衡、すなわち気相にも液相にも成分 i しかないときの気液平衡では、気相における成分 i の化学ポテンシャル μ*i, gas(T, P*i, vap) は液相における成分 i の化学ポテンシャル μ*i, liq(T, P*i, vap) に等しい。
{\displaystyle \mu _{i,{\text{gas}}}^{*}(T,P_{i,{\text{vap}}}^{*})=\mu _{i,{\text{liq}}}^{*}(T,P_{i,{\text{vap}}}^{*})}
ここで P*i, vap は成分 i が単独で存在するときの温度 T における蒸気圧であり、1成分系では系の圧力に等しい。
多成分系であっても、気液平衡では各成分の気相と液相の化学ポテンシャルは等しい。
{\displaystyle \mu _{i,{\text{gas}}}(T,P,{\boldsymbol {Y}})=\mu _{i,{\text{liq}}}(T,P,{\boldsymbol {X}})}
ここで P は成分 i の蒸気圧ではなく、全圧である。また、多成分系では気相中の成分 i のモル分率 Yi は液相中のモル分率 Xi とは異なるので、気相の組成 Y = (Y1, Y2, ... ) は液相の組成 X = (X1, X2, ... ) とは異なる。
気相が理想混合気体であれば、気相の成分 i の化学ポテンシャルは
{\displaystyle \mu _{i,{\text{gas}}}(T,P,{\boldsymbol {Y}})=\mu _{i,{\text{gas}}}^{*}(T,P)+RT\ln Y_{i}=\mu _{i,{\text{gas}}}^{*}(T,P_{\text{vap}}^{*})+RT\ln {\frac {PY_{i}}{P_{i,{\text{vap}}}^{*}}}}
で与えられる。また、液相が完全溶液であれば、液相の成分 i の化学ポテンシャルは
{\displaystyle \mu _{i,{\text{liq}}}(T,P,{\boldsymbol {X}})=\mu _{i,{\text{liq}}}^{*}(T,P)+RT\ln X_{i}=\mu _{i,{\text{liq}}}^{*}(T,P_{\text{vap}}^{*})+\int _{P_{\text{vap}}^{*}}^{P}v_{i,{\text{liq}}}^{*}\,\mathrm {d} P+RT\ln X_{i}}
で与えられる。ただし v*i, liq は純物質 i の液体のモル体積である。
以上の4つの等式から、理想混合気体と完全溶液の気液平衡では次式が成り立つ。
{\displaystyle \ln {\frac {PY_{i}}{P_{i,{\text{vap}}}^{*}}}={\frac {1}{RT}}\int _{P_{\text{vap}}^{*}}^{P}v_{i,{\text{liq}}}^{*}\,\mathrm {d} P+\ln X_{i}}
溶液の成分 i の蒸気圧 Pi, vap は、溶液と気液平衡にある気体中の成分 i の分圧 PYi に等しいので、上式から
{\displaystyle P_{i,{\text{vap}}}=PY_{i}=P_{i,{\text{vap}}}^{*}X_{i}\exp \left({\frac {1}{RT}}\int _{P_{\text{vap}}^{*}}^{P}v_{i,{\text{liq}}}^{*}\,\mathrm {d} P\right)}
で与えられることが分かる。圧力 P が 1 気圧程度かそれよりも低ければ Pv*i, liq ≪ RT となるので、右辺の指数関数はほぼ exp(0) = 1 となる。この近似の下では、溶液の成分 i の蒸気圧 Pi, vap は溶液中のモル分率 Xi に比例する。比例係数 P*i, vap は、この成分が単独で存在するときの蒸気圧である。
{\displaystyle P_{i,{\text{vap}}}=P_{i,{\text{vap}}}^{*}X_{i}}
すなわち、完全溶液の蒸気圧はラウールの法則にほぼ完全に従う。

## 理想希薄溶液
溶質の量に比べて溶媒の量がはるかに多い溶液は、理想希薄溶液とみなせる場合が多い。この節では、溶液の成分 1 を溶媒とし、その他の成分 i ≠ 1 を溶質とする。理想希薄溶液の定義を述べた後、4つの束一的性質について述べる。溶質について成り立つヘンリーの法則についても述べる。

### 定義
温度 T、圧力 P の純溶媒の化学ポテンシャル を μ1*(T, P) とする。温度 T、圧力 P、組成 X の溶液において、溶媒の化学ポテンシャルが
{\displaystyle \mu _{1}(T,P,{\boldsymbol {X}})=\mu _{1}^{*}(T,P)+RT\ln X_{1}}
と表され、かつ、溶質 i の化学ポテンシャルが
{\displaystyle \mu _{i}(T,P,{\boldsymbol {X}})=\mu _{i}^{1}(T,P)+RT\ln X_{i}}
と表されるとき、この溶液を理想希薄溶液という。ここで μ1
i(T, P) は溶媒 1 と溶質 i の種類で決まる (T, P) の関数であり、溶液の組成 X には依存しない。また、溶質 i が単独で純粋な状態にあるときの化学ポテンシャルとは無関係である。
{\displaystyle \mu _{i}^{1}(T,P)\neq \mu _{i}^{*}(T,P)}
そのため完全溶液とは違って、理想希薄溶液の溶質は、純粋な状態にあるときに気体・液体・固体のいずれであってもよい。

### 蒸気圧降下
理想希薄溶液の溶媒の化学ポテンシャルは、完全溶液の化学ポテンシャルと同じ形である。よって、理想希薄溶液の溶媒の蒸気圧はラウールの法則に従う。
{\displaystyle P_{1,{\text{vap}}}=P_{1,{\text{vap}}}^{*}X_{1}}
溶質の蒸気圧が測れないくらい低いとき、この溶質を不揮発性の溶質という。例えばショ糖水溶液におけるショ糖は不揮発性の溶質である。理想希薄溶液の溶質がすべて不揮発性であるとき、この溶液の蒸気圧は溶媒成分の蒸気圧に等しい。
{\displaystyle P_{\text{vap}}=P_{1,{\text{vap}}}=P_{1,{\text{vap}}}^{*}X_{1}=P_{1,{\text{vap}}}^{*}\left(1-\sum _{i\neq 1}X_{i}\right)}
この式は、純物質の液体に不揮発性の物質を少量溶かすと液体の蒸気圧が低くなることを示している（蒸気圧降下）。また、その低下の割合は溶質のモル分率の総和で決まり、溶質の種類には依らないことを示してる。蒸気圧降下は、理想希薄溶液の束一的性質のひとつである。

### 沸点上昇
希薄溶液の溶質がすべて不揮発性であるとき、この溶液の沸点は純物質の沸点よりも高くなる。この現象を沸点上昇という。沸点上昇は、理想希薄溶液の束一的性質のひとつである。この節では、沸点上昇度 ΔT が溶媒固有の性質と溶質のモル分率の総和で決まり、溶質の種類には依らないことを示す。
1成分系の気液平衡、すなわち液相には純溶媒しかなく、気相には純溶媒の蒸気しかないときの気液平衡では、溶媒蒸気の化学ポテンシャル μ*1, gas(T*bp, P) は液相にある溶媒の化学ポテンシャル μ*1, liq(T*bp, P) に等しい。
{\displaystyle \mu _{1,{\text{gas}}}^{*}(T_{\text{bp}}^{*},P)=\mu _{1,{\text{liq}}}^{*}(T_{\text{bp}}^{*},P)}
ここで T*bp は圧力 P における純溶媒の沸点である。
溶媒に不揮発性の物質を溶かしたとき、溶液の沸点が純溶媒の沸点より ΔT だけ上昇したとする。このとき、溶液の沸点における気液平衡の式は
{\displaystyle \mu _{1,{\text{gas}}}^{*}(T_{\text{bp}}^{*}+\Delta T,P)=\mu _{1,{\text{liq}}}(T_{\text{bp}}^{*}+\Delta T,P,{\boldsymbol {X}})}
となる。溶質が不揮発性なので気相は純粋な溶媒蒸気のままで、1成分系のときと温度だけ変わる。右辺の液相の化学ポテンシャルは、溶液中の溶媒の化学ポテンシャルである。
溶液の沸点における気相の化学ポテンシャルは、μ*1, gas(T*bp + ΔT, P) をテイラー展開して (∂μ/∂T)P = −s を用いると
{\displaystyle \mu _{1,{\text{gas}}}^{*}(T_{\text{bp}}^{*}+\Delta T,P)=\mu _{1,{\text{gas}}}^{*}(T_{\text{bp}}^{*},P)-s_{1,{\text{gas}}}^{*}(T_{\text{bp}}^{*},P)\Delta T+O\left(\Delta T^{2}\right)}
となる。ただし s*1, gas(T*bp, P) は純溶媒の沸点における溶媒蒸気のモルエントロピーである。また、溶液が理想希薄溶液であれば、溶液中の溶媒の化学ポテンシャルは s*1, liq(T*bp, P) を沸点における純溶媒のモルエントロピーとして
{\displaystyle \mu _{1,{\text{liq}}}(T_{\text{bp}}^{*}+\Delta T,P,{\boldsymbol {X}})=\mu _{1,{\text{liq}}}(T_{\text{bp}}^{*},P,{\boldsymbol {X}})-s_{1,{\text{liq}}}(T_{\text{bp}}^{*},P,{\boldsymbol {X}})\Delta T+O\left(\Delta T^{2}\right)=\mu _{1,{\text{liq}}}^{*}(T_{\text{bp}}^{*},P)-s_{1,{\text{liq}}}^{*}(T_{\text{bp}}^{*},P)\Delta T+R\left(T_{\text{bp}}^{*}+\Delta T\right)\ln X_{1}+O\left(\Delta T^{2}\right)}
で与えられる。
以上の4つの等式から、沸点上昇度 ΔT は
{\displaystyle \Delta T=-{\frac {RT_{\text{bp}}^{*}\left(T_{\text{bp}}^{*}+\Delta T\right)}{\Delta _{\text{vap}}H_{\text{m}}^{*}(T_{\text{bp}}^{*},P)}}\ln \left(1-\sum _{i\neq 1}X_{i}\right)+O\left(\Delta T^{2}\right)}
となる。ただし、 ΔvapHm*(T*bp, P) は純溶媒の沸点におけるモル蒸発エンタルピーであり、沸点における気相と液相のエントロピー差と
{\displaystyle s_{1,{\text{gas}}}^{*}(T_{\text{bp}}^{*},P)-s_{1,{\text{liq}}}^{*}(T_{\text{bp}}^{*},P)={\frac {\Delta _{\text{vap}}H_{\text{m}}^{*}(T_{\text{bp}}^{*},P)}{T_{\text{bp}}^{*}}}}
の関係にある。
溶質のモル分率の総和が十分に小さいときには、ln(1 − ΣXi) = −ΣXi と近似できる。この近似の下では、溶質がすべて不揮発性であるときの理想希薄溶液の沸点上昇度は次式で与えられる。
{\displaystyle \Delta T={\frac {R{T_{\text{bp}}^{*}}^{2}}{\Delta _{\text{vap}}H_{\text{m}}^{*}(T_{\text{bp}}^{*},P)}}\sum _{i\neq 1}X_{i}}
すなわち、沸点上昇度 ΔT は溶質のモル分率の総和に比例する。比例係数は溶媒固有の性質で決まり、溶質の種類には依らない。

### 凝固点降下
定圧下で希薄溶液が凝固するとき、この溶液が凝固し始める温度は純溶媒の凝固点よりも低くなることが多い。この現象を凝固点降下という。とくに、溶液が理想希薄溶液で、かつ、凝固した溶媒に溶質が全く取り込まれないときには、溶液の凝固点は純溶媒の凝固点よりも必ず低くなる。また、このときの凝固点降下度 ΔT は溶媒固有の性質と溶質のモル分率の総和で決まり、溶質の種類には依らない。すなわち、凝固した溶媒に溶質が全く取り込まれない場合に限るならば、凝固点降下は理想希薄溶液の束一的性質のひとつとなる。
沸点上昇のときと同じ議論を繰り返すと、凝固した溶媒に溶質が全く取り込まれないときの凝固点降下度は
{\displaystyle \Delta T=-{\frac {RT_{\text{mp}}^{*}\left(T_{\text{mp}}^{*}-\Delta T\right)}{\Delta _{\text{fus}}H_{\text{m}}^{*}(T_{\text{mp}}^{*},P)}}\ln \left(1-\sum _{i\neq 1}X_{i}\right)+O\left(\Delta T^{2}\right)}
となることが分かる。ただし T*mp は圧力 P における純溶媒の融点であり、純物質なのでこれは純溶媒の凝固点に等しい。また ΔfusHm*(T*mp, P) は純溶媒の融点におけるモル融解エンタルピーである。溶質のモル分率の総和が十分に小さいときには
{\displaystyle \Delta T={\frac {R{T_{\text{mp}}^{*}}^{2}}{\Delta _{\text{fus}}H_{\text{m}}^{*}(T_{\text{mp}}^{*},P)}}\sum _{i\neq 1}X_{i}}
となる。

### 浸透圧
溶媒のみが透過できる半透膜を介して溶液と純溶媒が平衡にあるとき、半透膜にかかる圧力は溶液側と純溶媒側で異なる。この圧力差を浸透圧という。浸透圧は、理想希薄溶液の束一的性質のひとつである。この節では、浸透圧 Π が溶媒固有の性質と溶質のモル分率の総和で決まり、溶質の種類には依らないことを示す。
溶媒は半透膜を透過して溶液に出入りできるので、平衡状態に達した後では、溶液中の溶媒の化学ポテンシャル μ1 は純溶媒の化学ポテンシャル  μ1* に等しくなければならない。
{\displaystyle \mu _{1}(T,P+\Pi ,{\boldsymbol {X}})=\mu _{1}^{*}(T,P)}
ここで Π は溶液の浸透圧である。平衡状態では、溶液の圧力は純溶媒の圧力 P よりも Π だけ高い。また、溶質は半透膜を透過できないので、純溶媒に溶質が混ざることはない。
溶液が理想希薄溶液であれば、溶液中の溶媒の化学ポテンシャルは
{\displaystyle \mu _{1}(T,P+\Pi ,{\boldsymbol {X}})=\mu _{1}^{*}(T,P+\Pi )+RT\ln X_{1}}
で与えられる。
圧力が P + Π のときの純溶媒の化学ポテンシャルは、 μ1*(T, P + Π) をテイラー展開して (∂μ/∂P)T = v を用いると
{\displaystyle \mu _{1}^{*}(T,P+\Pi )=\mu _{1}^{*}(T,P)+v_{1}^{*}(T,P)\Pi -{\frac {1}{2}}v_{1}^{*}(T,P)\kappa _{1}^{*}(T,P)\Pi ^{2}+O\left(\Pi ^{3}\right)}
となる。ただし v1*(T, P) は純溶媒のモル体積であり、κ1*(T, P) は純溶媒の等温圧縮率である。
以上の3つの等式から、浸透圧 Π は
{\displaystyle \Pi =-{\frac {RT}{v_{1}^{*}(T,P)}}\ln \left(1-\sum _{i\neq 1}X_{i}\right)+{\frac {1}{2}}\kappa _{1}^{*}(T,P)\Pi ^{2}+O\left(\Pi ^{3}\right)}
で与えられる。常温常圧では液体の等温圧縮率は高々 10−9 Pa−1 程度であるので、浸透圧が 2 MPa だったとしても上式の Π2 の補正項は高々 2 kPa 程度である。そのため、たいていの目的には Π の2次以上の補正項は無視できる。さらに、溶質のモル分率の総和が十分に小さければ、ln(1 − ΣXi) = −ΣXi と近似できる。これらの近似の下では、浸透圧 Π は
{\displaystyle \Pi ={\frac {RT}{v_{1}^{*}(T,P)}}\sum _{i\neq 1}X_{i}}
で与えられる。すなわち、理想希薄溶液の浸透圧 Π は溶質の種類には依らず、溶質のモル分率の総和と温度に比例し、純溶媒のモル体積に反比例する。これをファントホッフの法則という。

### ヘンリーの法則
希薄溶液に溶けている揮発性の溶質 i の蒸気圧 Pi は、溶液中のモル分率 Xi に比例する。これをヘンリーの法則という。溶質によって比例係数が違うので、ヘンリーの法則は束一的性質ではない。この節では、理想希薄溶液の揮発性成分の蒸気圧が、ヘンリーの法則にほぼ完全に従うことを示す。
溶質の蒸気圧とは、溶液と気液平衡にある気相中の、その溶質成分の分圧である。気液平衡では成分 i の気相と液相の化学ポテンシャルは等しい。
{\displaystyle \mu _{i,{\text{gas}}}(T,P,{\boldsymbol {Y}})=\mu _{i,{\text{liq}}}(T,P,{\boldsymbol {X}})}
ここで P は成分 i の蒸気圧ではなく、全圧である。また、気相中の成分 i のモル分率 Yi は液相中のモル分率 Xi とは異なるので、気相の組成 Y = (Y1, Y2, ... ) は液相の組成 X = (X1, X2, ... ) とは異なる。
気相が理想混合気体であれば、気相の成分 i の化学ポテンシャルは
{\displaystyle \mu _{i,{\text{gas}}}(T,P,{\boldsymbol {Y}})=\mu _{i,{\text{gas}}}^{*}(T,P)+RT\ln Y_{i}}
で与えられる。また、液相が理想希薄溶液であれば、液相の溶質 i の化学ポテンシャルは
{\displaystyle \mu _{i,{\text{liq}}}(T,P,{\boldsymbol {X}})=\mu _{i,{\text{liq}}}^{1}(T,P)+RT\ln X_{i}}
で与えられる。ここで μ1
i, liq(T, P) は溶媒 1 と溶質 i の種類で決まる (T, P) の関数であり、溶液の組成 X には依存しない。
以上の3つの等式から、理想混合気体と理想希薄溶液の気液平衡では次式が成り立つ。
{\displaystyle \ln {\frac {PY_{i}}{X_{i}}}=\ln P+{\frac {\mu _{i,{\text{liq}}}^{1}(T,P)-\mu _{i,{\text{gas}}}^{*}(T,P)}{RT}}}
この式から、溶質 i の蒸気圧  Pi が液相中のモル分率 Xi に比例することが分かる。
{\displaystyle P_{i}=PY_{i}=k_{i}^{1}(T,P)X_{i}}
比例係数 k1
i(T, P) をヘンリー定数という。
{\displaystyle k_{i}^{1}(T,P)=P\exp \left({\frac {\mu _{i,{\text{liq}}}^{1}(T,P)-\mu _{i,{\text{gas}}}^{*}(T,P)}{RT}}\right)}
ヘンリー定数の圧力依存性は、 v1
i, liq(T, P) を溶液中の成分 i の部分モル体積として
{\displaystyle {\frac {1}{k_{i}^{1}(T,P)}}\left({\frac {\partial k_{i}^{1}}{\partial P}}\right)_{T}=\left({\frac {\partial }{\partial P}}\ln k_{i}^{1}(T,P)\right)_{T}={\frac {v_{i,{\text{liq}}}^{1}(T,P)}{RT}}}
で与えられる。これは決してゼロにはならないが、気相を理想混合気体とみなせるほど十分に低い圧力のもとでは、ヘンリー定数の圧力依存性は無視できる。すなわち、圧力が十分に低いときには、理想希薄溶液の揮発性の溶質についてヘンリーの法則が成り立つ。